# سنت. ماریس (پنسیلوانیا)
سنت. ماریس (به انگلیسی: St. Marys) شهری در Pennsylvania کشور United States است که جمعیت آن در سرشماری سال ۲۰۱۰ میلادی، ۱۳٬۰۷۰ نفر بوده‌است.